# Samtidsvittne
Samtidsvittne eller tidsvittne kallas en person som har upplevt ett historiskt förlopp.
Historievetenskapen ser samtidsvittnen som något man måste förhålla sig lika källkritiskt till som till andra källor. Trovärdigheten är, som med alla vittnen, beroende av närheten i tid och rum till förloppet (om personen har varit närvarande vid platsen eller bara fått det förmedlat till sig), förståelsen av händelsen (till exempel vid juridiska förhandlingar) och intresse av en viss tolkning av händelsen.

## Kritik
De tyska författarna Lutz Niethammer (historiker) och Harald Welzer (socialpsykolog) har särskilt hänvisat till de svårigheter som muntliga självbiografiska berättelser medför vid rekonstruktionen av ett historiskt förlopp. Äldre samtidsvittnens självbild kan påverka minnet i så hög grad att de själva tror på objektivt falsk information. Samtidsvittnen kan utnyttja kommunikationsmöjligheten i ett samtal för att föra över mindre väsentlig information; skickliga samtidsvittnen kan bygga ut sin instuderade text till ett riktat budskap till de yngre generationerna. De båda författarna, som ägnat sig åt Tredje riket och andra världskriget, poängterar att såväl före detta koncentrationslägerfångar som deltagare i andra världskriget måste bemötas lika kritiskt som andra samtidsvittnen. För skolelever kan detta vara alltför krävande, eftersom det "autentiska" vittnet gör ett så starkt intryck på dem.